# Верх-Боровлянка
Верх-Боровля́нка (рос. Верх-Боровлянка) — селище у складі Ребріхинського району Алтайського краю, Росія. Входить до складу Ребріхинської сільської ради.

## Населення
Населення — 212 осіб (2010; 276 у 2002).
Національний склад (станом на 2002 рік):
- росіяни — 86 %